# Pfarrkirche Kartitsch

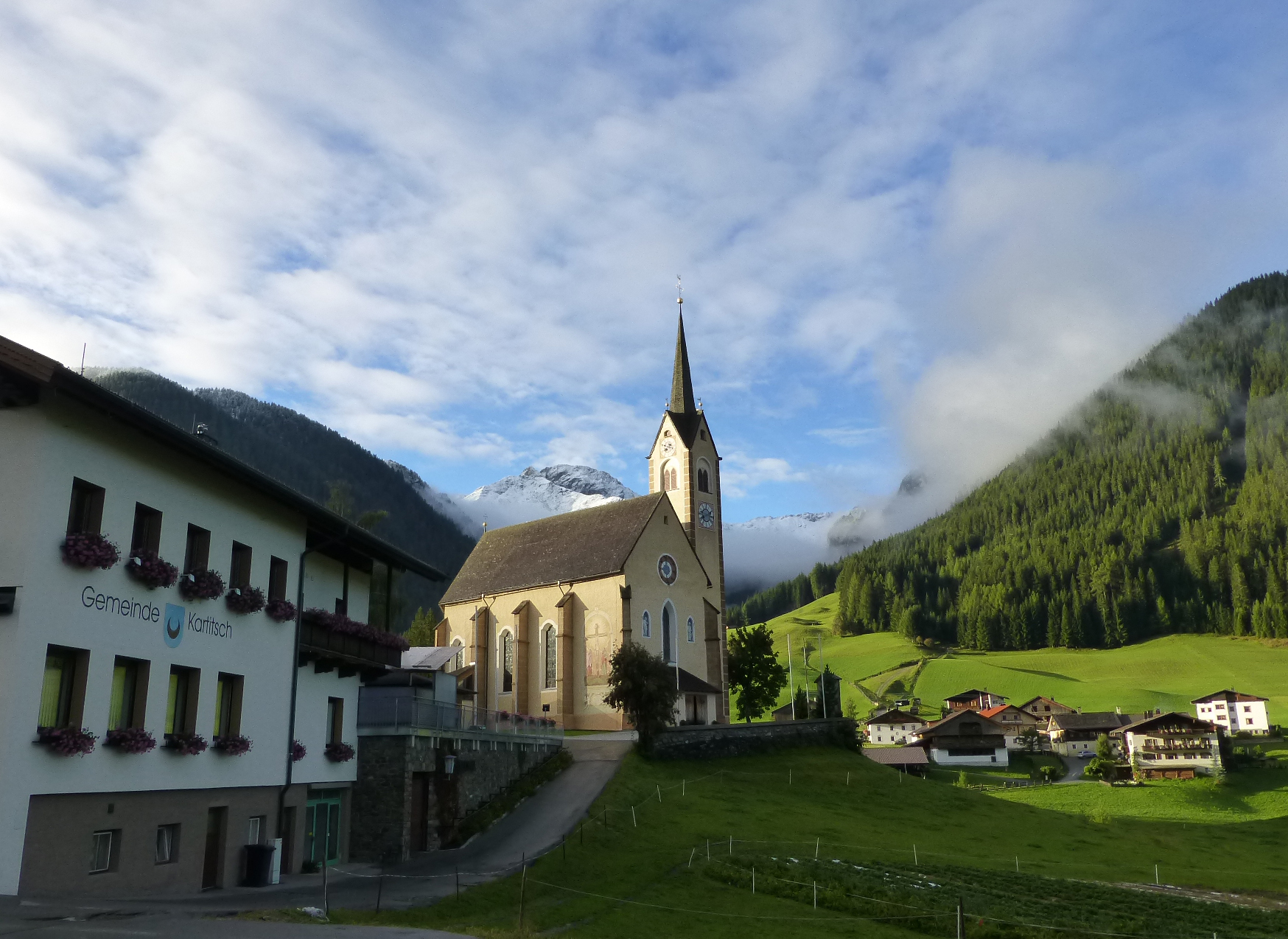
Katholische Pfarrkirche hl. Leonhard in Kartitsch

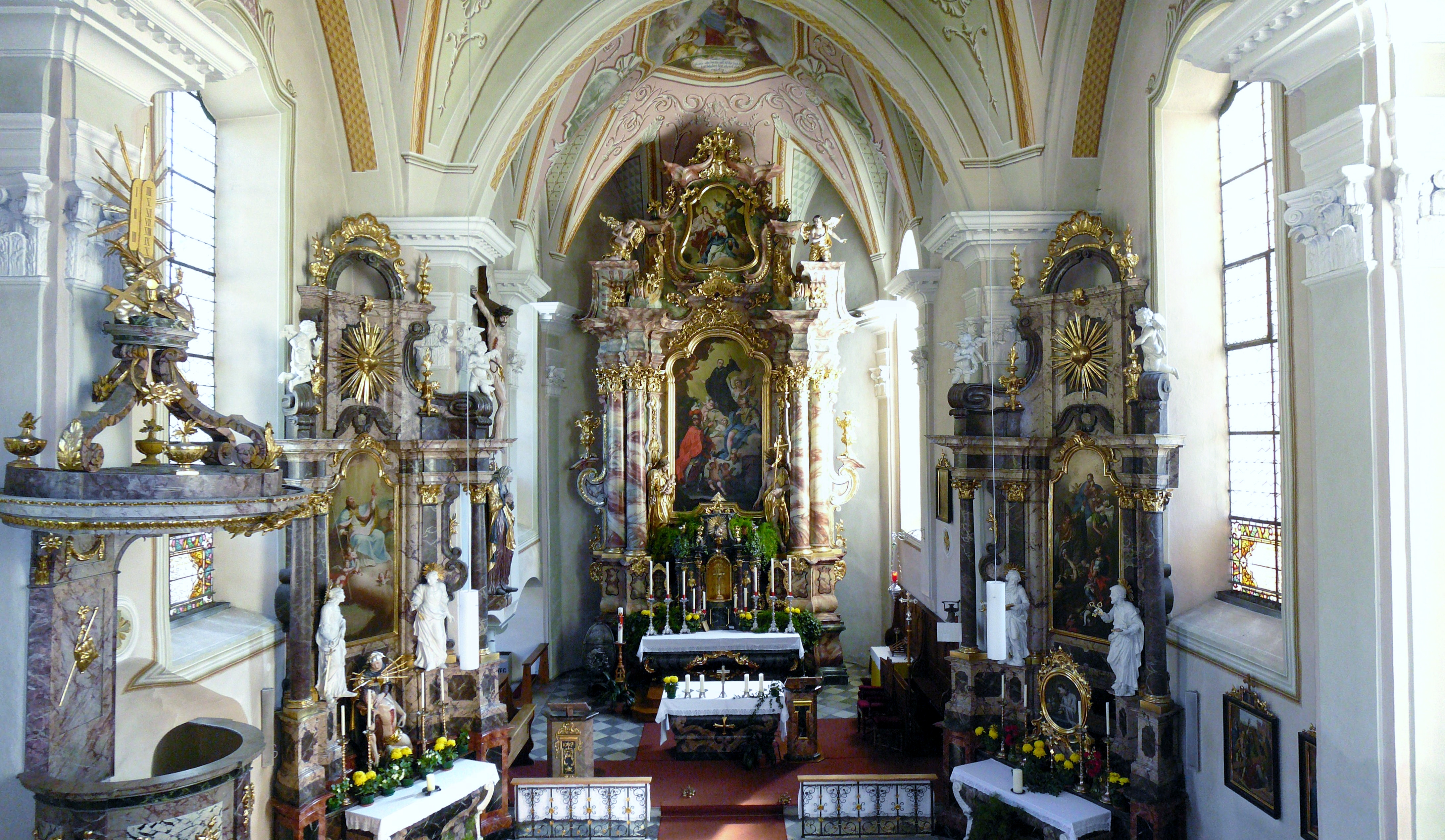
Langhaus, Blick zum Chor

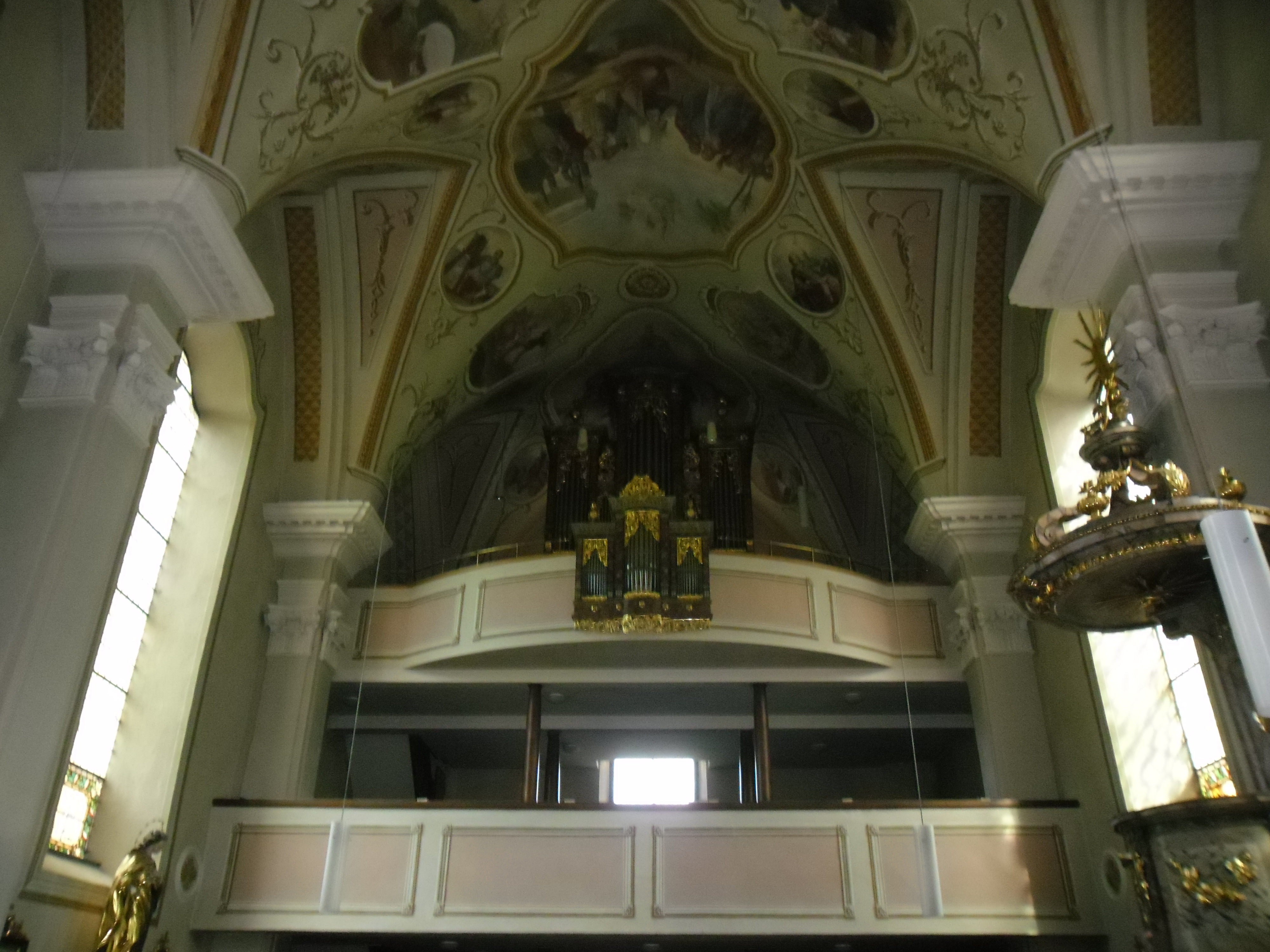
Langhaus, Blick zur Orgelempore

Die römisch-katholische Pfarrkirche Kartitsch steht am Rand des Ortskerns der Gemeinde Kartitsch im Bezirk Lienz im Bundesland Tirol. Die dem Patrozinium hl. Leonhard von Limoges unterstellte Pfarrkirche gehört zum Dekanat Sillian in der Diözese Innsbruck. Die Kirche steht unter Denkmalschutz (Listeneintrag).

## Geschichte
1386 wurde eine Kirche geweiht. Der Kirchenbau aus dem 15. Jahrhundert wurde 1479 geweiht. 1666/1671 eine Kuratie, wurde die Kirche 1891 zur Pfarrkirche erhoben.

## Architektur
Der spätgotische Kirchenbau, im Inneren stark verändert, ist rechtsseitig von einem Friedhof umgeben.
Das Kirchenäußere zeigt am Langhaus einfache wenig abgetreppte Strebepfeiler, der eingezogene Chor hat einen Dreiseitschluss und dreistufige Strebepfeiler mit gebrochenem beidseits gekehltem Mittelteil, die ganze Kirche hat einen umlaufenden gestuften Sockel. Die Kirche hat ein steiles Satteldach. Die Westfront hat Nischen mit Figuren zweier heiligen Bischöfe aus der zweiten Hälfte des 18. Jahrhunderts, das spitzbogige Westportal ist dreifach gekehlt und hat einen eingeblendeten Rundbogen und im Viereck einen umlaufenden Rundstab und oben ein Gesims. Der Portalvorbau ist neu. Der Turm steht rechts am ersten Langhausjoch, er hat spitzbogige gekoppelte Schallfenster und trägt einen achtseitigen Spitzhelm. Links am Chor steht die ehemalige Sakristei, rechts am Chor steht eine neue Sakristei.
Das Kircheninnere wurde um 1830 umgestaltet. Das einschiffige dreijochige Langhaus hat ein Stichkappengewölbe auf Wandpfeilern mit auf allen drei Seiten vorgelegten flachen Pilastern und auf schwerem Zahnschnittgebälk. Die Doppelempore steht auf Säulen. Der spitzbogige Triumphbogen wurde um 1830 verkleidet. Der eingezogene Chor hat zwei schmale Joche und einen Dreiachtelschluss unter einem Stichkappengewölbe auf flachen Pilastern mit Zahnschnittgebälkstücken. Hinter dem Hochaltar sind zwei gotische Wanddienste mit Fünfachtelquerschnitt, Halbkapitellen und der ehemalige Gewölbeansatz erhalten, die spitzbogigen Fenster sind vermauert. Links am Chor befindet sich in der ehemaligen rechteckigen Sakristei eine einfache Kapelle unter einer Flachdecke. Die Fenster der Kirche haben als Abschluss einen Konvexbogen.
Die Gewölbemalereien schuf Christoph Brandstätter der Jüngere oder der Ältere 1830, mit Ornamenten und 22 biblischen Darstellungen, Christus als Tröster, zwei Szenen aus dem Alten Testament, drei Szenen aus der Leonhardslegende, drei Szenen aus dem Leben der Apostelfürsten Peter und Paul, Kirchenlehrer, Evangelisten und fünf Heilige.

## Einrichtung
Der Hochaltar nach 1760 mit einer Fassung von Dionys Kain 1764 hat einen Säulenaufbau mit bewegten Gebälkstücken, einen gesprengten geschwungenen Giebel und reiche Rocaille-Schnitzereien, er zeigt das Bild hl. Leonhard mit den Heiligen Sigmund und Oswald und das Oberbild Krönung Mariens von Dionys Kain und trägt die Statuen der Heiligen Josef und Johannes der Täufer.
Die Brüstungsorgel mit einem Unterwerk baute Alois Hörbiger um 1835. Eine Glocke nennt Josef Graßmayr 1753.